# Lee Jeong-beom
Lee Jeong-beom (* 21. September 1971) ist ein südkoreanischer Filmregisseur und Drehbuchautor.

## Karriere
Lee drehte 2006 mit Cruel Winter Blues seinen ersten Langfilm. Internationale Bekanntheit erlangte er durch The Man from Nowhere (2010). In Südkorea wurde der Film mit über 6,1 Millionen Kinobesuchern der erfolgreichste Film des Jahres 2010. Lee wendet sich bei seiner Arbeit Actionfilmen zu.

## Filmografie
- 2001: Gwihyu (귀휴, Kurzfilm)
- 2006: Cruel Winter Blues (열혈남아 Yeolhyeollama)
- 2010: The Man from Nowhere (아저씨)
- 2014: No Tears for the Dead (우는 남자 Uneun Namja)
- 2019: Jo Pil-ho: Der Anbruch der Rache (악질경찰)

## Auszeichnungen
- 2007 Chunsa Film Art Awards: Bester Neuer Regisseur für Cruel Winter Blues
- 2011 Max Movie Awards: Beste Regie für The Man from Nowhere